# Тауергауз

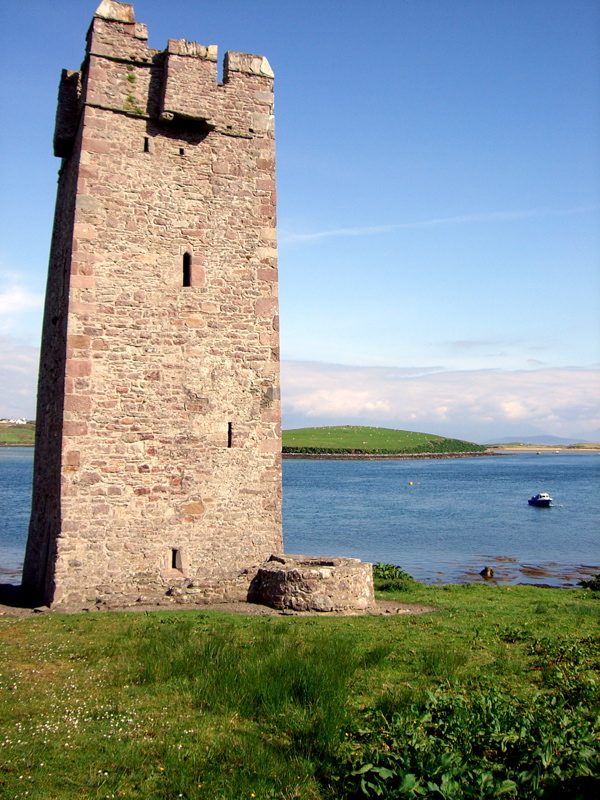
Лицарська вежа на острові Акілл біля Іраландії.

Лицарська вежа (або тауергауз, англ. tower house, нім. Burghügel, або Wohnturm) — різновид башт житлово-оборонного характеру, що були побудовані переважно в період Середньовіччя (приклади житлових веж XVII століття відомі з району Британських островів) як резиденція середньозаможних лицарів. Цей тип веж існував практично по всій Європі.
Лицарські вежі були натхненні вежами фортець, цей тип укріпленої споруди з'явився між XII і XIII століттями і використовувався дрібною та середньою знаттю як резиденція.
Вежі, демонстрували ознаку власності на родючі території, які їх оточували, і демонстрували прагнення дрібного дворянства до престижу та соціального просування .
Ці вежі, як правило, мали три поверхи без перегородок, причому перший поверх використовувався як склад, середній — як вітальня, а верхній — як приміщення власника.
Вхід до вежі зазвичай здійснювався через двері на проміжному поверсі, на висоті кількох метрів над землею, і через пересувну дерев'яну або залізну драбину.
Найвідоміша лицарська башта в Україні, знаходиться в Меджибізькому замку.

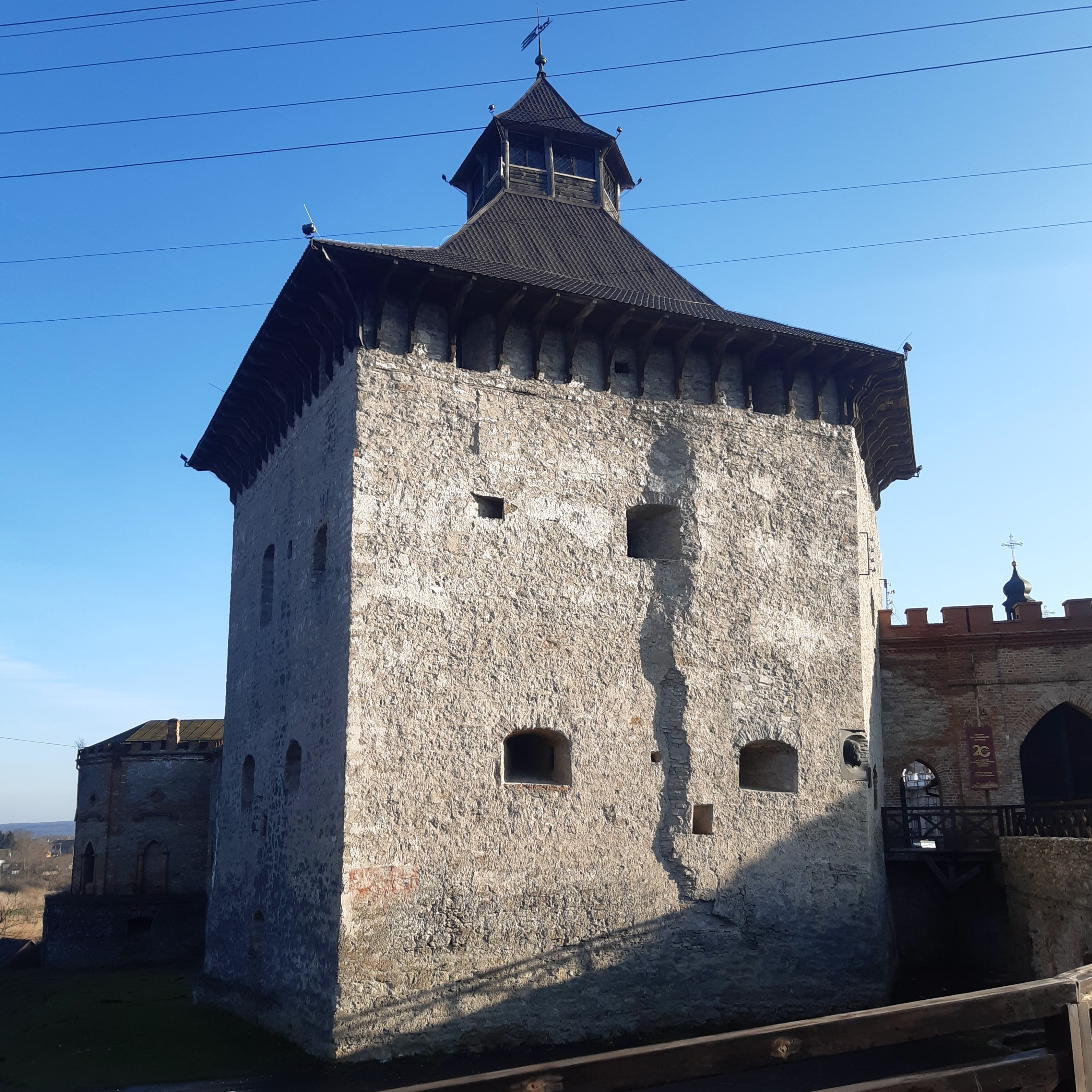
«Лицарська» башта Меджибізького замку з чітко видимим розломом, який імовірно викликано спробою підриву у 1686 р.